# دايملر-بنز دي بي 601

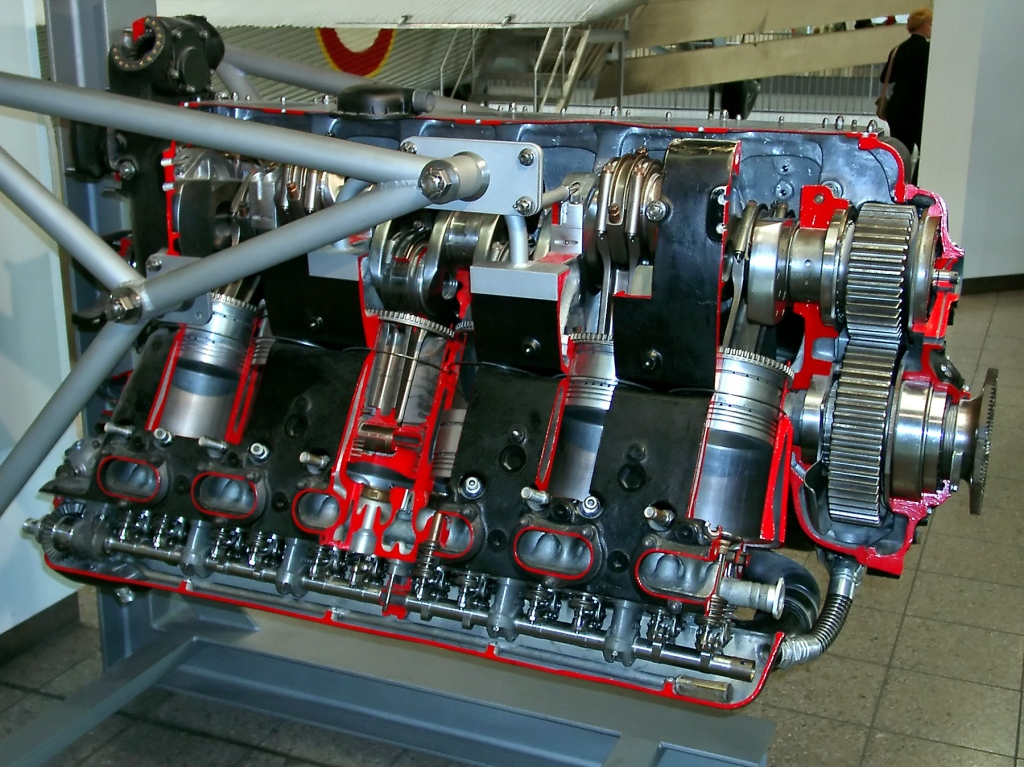

دايملر-بنز دي بي 601 محرك طائرات ألماني تم بناؤه خلال الحرب العالمية الثانية. كان محرك V12 بتبريد سائل، وكان يعمل على تشغيل مسرشميت بي اف 109 وماسرشميت بي إف 110 وغيرها الكثير. تم إنتاج 19000 محرك تقريبًا قبل أن يتم استبدالها دايملر-بنز دي بي 605 المحسن في عام 1942.
كانت محرك دي بي 601 معتمد أساسًا على محرك DB 600 محسن مع حقن مباشر للوقود. احتاج حقن الوقود إلى طاقة لإزالتها من عمود الإدارة، ولكن في المقابل، تحسن أداء RPM المنخفض بشكل كبير وقدم أداءًا هوائيًا في المناورات حيث يفقد محرك كربوني مثل محرك Rolls-Royce Merlin البريطاني الطاقة عندما يجف الكاربراتير.

## قائمة المراجع
- Bingham، Victor (1998). Major Piston Aero Engines of World War II. Shrewsbury, UK: Airlife Publishing. ISBN:1-84037-012-2.
- Christopher، John (2013). The Race for Hitler's X-Planes: Britain's 1945 Mission to Capture Secret Luftwaffe Technology. Stroud, UK: History Press. ISBN:978-0-7524-6457-2.
- Gunston، Bill (2006). World Encyclopedia of Aero Engines: From the Pioneers to the Present Day (ط. 5th). Stroud, UK: Sutton. ISBN:0-7509-4479-X.
- Mankau, Heinz and Peter Petrick.Messerschmitt Bf 110, Me 210, Me 410. Raumfahrt, Germany: Aviatic Verlag, 2001. (ردمك 3-925505-62-8)رقم الكتاب المعياري الدولي 3-925505-62-8.
- Neil Gregor Daimler-Benz in the Third Reich. Yale University Press, 1998